# 왕딩위
왕딩위(중국어 정체자: 王定宇, 병음: Wáng Dìngyû, 한자음: 왕정우, 1969년 3월 5일~)는 중화민국의 정치인이다. 타오위안현 출신이며 2005년 타이난시 제5, 6선거구의 입법위원으로 당선되었다.